# Coroico
Coroico é uma cidade da província de Nor Yungas, no departamento de La Paz, no oeste da Bolívia.

## História

### Fundação
O Coroico Viejo (Coroico Velho) foi fundado acima do rio Quri Wayq'u. A cidade vivia da mineração de ouro, mas os ataques maciços das populações nativas deixaram os primeiros colonos espanhóis em busca de proteção.
Procurando uma posição defensável no início do século 18, os colonos chegaram ao local atual de Coroico apenas para serem perseguidos em uma caverna por uma das poderosas tempestades de raios do Monte Uchumachi. A caverna ainda existe abaixo da igreja na praça principal de Coroico. No final do século XVIII e início do século XIX, Coroico sobreviveu a alguns ataques indígenas — o maior deles ocorreu na época da Guerra da Independência da Bolívia. Cinco mil aimaras atacaram a cidade, que naquela época tinha apenas quinhentos habitantes. A cidade permaneceu forte, forçando os aimaras a recuar.
Desde então, os coroicanos celebram a Festa da Virgem em 20 de outubro. Coroico tornou-se a capital das Norte-Yungas em 1899, tornando Coroico o centro político e industrial da região, que produz produtos de madeira, frutas e coca para a região de La Paz na Bolívia. Em 1958, a cidade foi sede da Prelatura Territorial de Coroico e elevada à Diocese Católica Romana de Coroico em 1983.

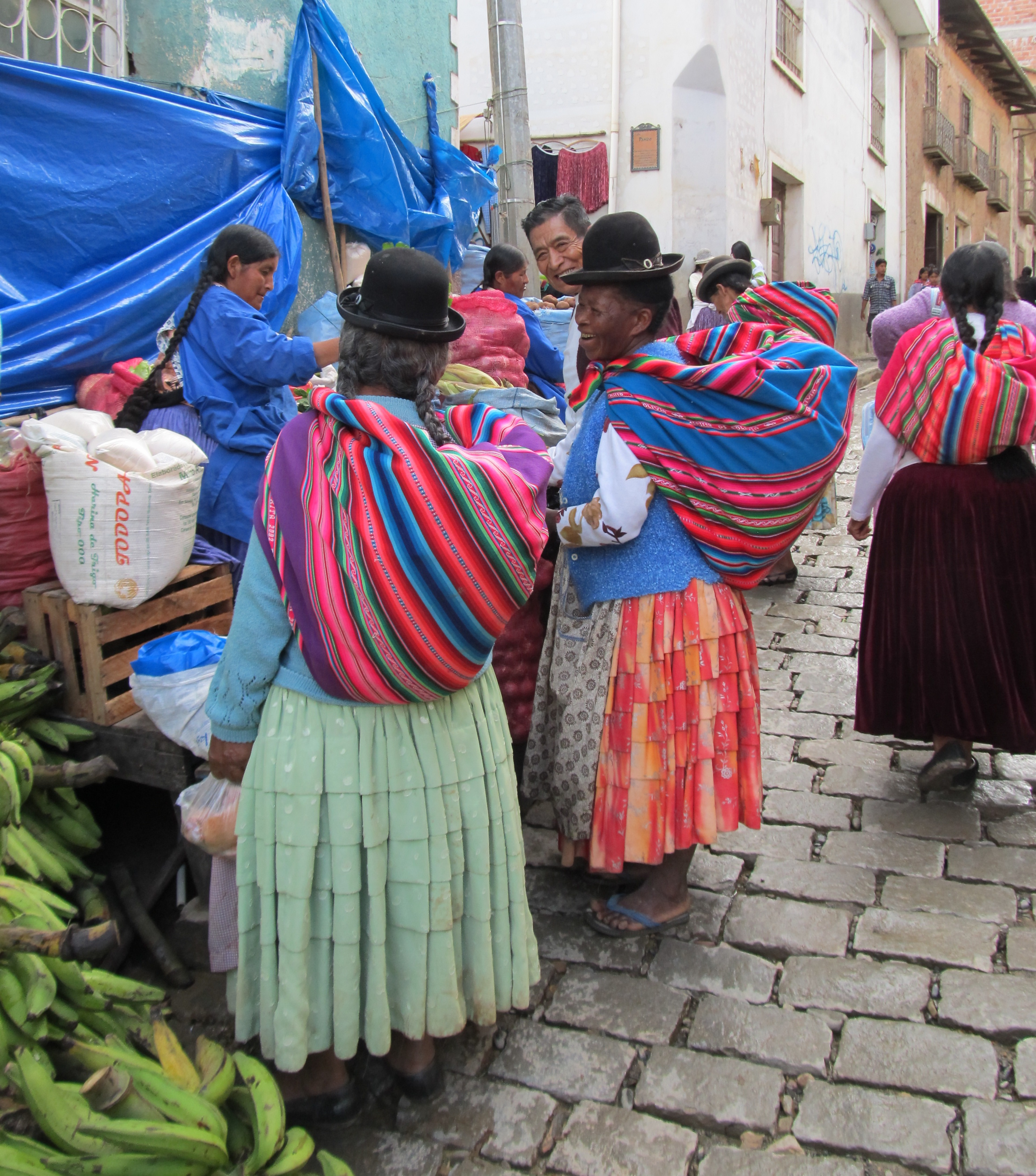
Uma mulher afro-boliviana vestida com roupas tradicionais andinas em Coroico

A partir de meados do século XVIII, as terras desta região estavam sob o controle de algumas famílias poderosas, os hacienderos(fazendeiros). Essas famílias mantiveram o controle dessa região até meados da década de 1950, quando foram derrubadas pela revolução. Após a revolução, foram implementadas reformas agrárias, dividindo as terras entre o governo nacional e os locais. Agora, Coroico tem uma população majoritariamente aimara e mestiça. A cidade se tornou um grande mercado para a região circundante. Os produtos básicos chegam de La Paz e arredores para serem vendidos nos mercados e lojas coloridas todos os dias da semana. A região em torno de Coroico continua sendo uma área tradicional de cultivo de coca e é a menor das três áreas de produção de coca na Bolívia.

### Nova rodovia
Em uma parte da estrada de La Paz a Coroico, uma nova rodovia foi aberta no final de 2006, e a antiga Estrada Yungas agora é usada principalmente para motociclistas. Esta estrada de Yungas também é chamada de "estrada da morte".

O município de Coroico também abriga a Unidad Académica Campesina-Carmen Pampa (UAC-Carmen Pampa), um campus satélite da Universidade Católica da Bolívia. Fundada em 1993, a UAC-Carmen Pampa oferece programas de graduação equivalentes a BS em agronomia, veterinária/ciência animal, enfermagem, educação e ecoturismo.